# Jitaúna
Jitaúna is een gemeente in de Braziliaanse deelstaat Bahia. De gemeente telt 16.365 inwoners (schatting 2009).